# 徐元度
徐元度（1907年9月14日—1986年2月13日），笔名徐霞村，中国作家、翻译家。翻译了《鲁滨孙漂流记》、《菊子夫人》、《西班牙小景》等外国小说，并首先将皮兰德娄、洛蒂、阿索林等人的作品译成中文。1946年起任厦门大学教授。他还是一位文学理论家，著有《法国文学史》、《南欧文学概观》等。

## 生平
徐元度1907年9月生于上海，是家中长子，父亲是一个医生。1919年春入读天津直隶第一中学，1920年夏考入北京汇文中学，这时期他接触了笛福、莎士比亚、狄更斯等人的作品。1925年参加了五卅运动，同年秋天考入中国大学哲学系。1927年5月与郑振铎、陈学昭赴法国留学。1928年回国，开始了活跃的创作和翻译活动。1930年夏赴北京当讲师，后因具有左派思想被解职，1932年与吴忠华结婚。1935年夏任齐鲁大学副教授。1938年逃难至重庆。1943年任中华全国文艺界抗敌协会理事。1946年8月成为厦门大学教授。1957年被打成右派，文革中曾被关进牛棚。1978年起主持了《综合英语成语词典》的编纂。

## 创作
徐霞村五卅之后开始发表文章。他率先将《菊子夫人》译成中文，连载在《小说月报》上。另外还翻译有《现代南欧文学概论》、《塞万提斯的未婚妻》、《鲁滨孙漂流记》、《六个寻找剧作者的剧中人》等。1929年5月，他唯一的短篇小说集《古国的人们》由水沫书店出版，包含《五十块钱》、《爱人》、《“悲多芬先生”》、《邢二嫂》等八篇小说。这些作品的写作得到了朱湘、叶圣陶等人的鼓励，有揭露兵痞罪行、描写青年苦闷等主题，带有一定的现代派特点。